# Ніцца (графство)
Нісуазьке графство (фр. Comté de Nice/Pays Niçois, італ. Contea di Nizza/Paese Nizzardo, окс. Countèa de Nissa/Paìs Nissart) — феодальне володіння Священної Римської імперії і історичний регіон Франції, розташований навколо південно-східного міста Ніцца і приблизно еквівалентний сучасному округу Ніцци.

## Історія
Графство розташоване між Середземним морем (Лазурний берег), річкою Вар і південним гребенем Альп.
Територію графства, до завоювання її римлянами, було заселено лігурійськими племенами. Ці племена були підкорені Августом і були повністю латинізовані (за словами Теодора Моммзена) в четвертому столітті, коли почалося вторгнення варварів. На той час Лігурія входила до складу Римської Імперії (IX регіон Італії).
Після падіння Римської імперії регіон був завойований франками, і місцеве романське населення стало інтегруватися в Провансальське графство, яке в період незалежності стало «морською республікою» (1108—1176). Регіон спочатку був напівавтономною частиною стародавнього Провансу.

### Частина Савойського графства
У 1388 громадяни Ніцци вирішили передати місто та прилеглі райони Савойскому графству. Як частина Савої регіон спочатку називався Terres neuves de Provence. Регіон отримав назву Графство Ніцца приблизно в 1500 році після його інтеграції до П'ємонтської держави. З 1388 по 1860 рік історія Ніццького графства була пов'язана з історією Савої, а потім П'ємонту-Сардинії. Його історична столиця — Ніцца.

### Приєднання до Франції

Карта графства Ніцца із зображенням території Королівства Сардинія, анексованого в 1860 році Францією (світло-коричневий). Червона зона була частиною Франції до 1860 року.

Французька анексія в 1860 (чорний)

Франція анексувала графство у 1860 році під час Італійської війни за незалежність. Таємною угодою 1858 року, укладеною в Пломб'єрі між Наполеоном III від Франції та прем'єр-міністром Сардинії Камілло Бенсо ді Кавуром, Франція погодилася підтримати П'ємонт у війні проти Австрії, щоб відібрати Ломбардію та Венецію. В обмін на французьку військову допомогу П'ємонт повинен був передати Франції Ніццу та Савою.
Франція анексувала провінції за умовами Туринського договору, підписаного 24 березня 1860 року. 15 і 16 квітня в Ніцці та 22 і 23 квітня в Савої відбулися плесбіцити, в яких переважна більшість жителів обох регіонів проголосували за затвердження договору та приєднання до Франції. Франція офіційно заволоділа Ніццою та Савоєю 12 червня 1860 року.
Тим не менше, італійський націоналістичний лідер Джузеппе Гарібальді, який народився в Ніцці, рішуче виступив проти поступки свого рідного міста Франції, аргументуючи це тим, що графство Ніцца є по суті італійським і не повинно продаватися як «викуп» французькому експансіонізму.